# 風圧力
風圧力（ふうあつりょく）とは風により物体にかかる圧力である。

## 建築基準法
建築基準法施行令第八十七条による規定は、以下のようである。

風圧力は、速度圧に風力係数を乗じて計算しなければならない。
2 前項の速度圧は、次の式によつて計算しなければならない。
〔{\displaystyle q=0.6EV_{o}^{2}}
この式において、q , E 及びVo は、それぞれ次の数値を表すものとする。
- q　速度圧（単位　一平方メートルにつきニュートン）
- E　当該建築物の屋根の高さ及び周辺の地域に存する建築物その他の工作物、樹木その他の風速に影響を与えるものの状況に応じて国土交通大臣が定める方法により算出した数値
- Vo 　その地方における過去の台風の記録に基づく風害の程度その他の風の性状に応じて三十メートル毎秒から四十六メートル毎秒までの範囲内において国土交通大臣が定める風速（単位　メートル毎秒）〕

3 建築物に近接してその建築物を風の方向に対して有効にさえぎる他の建築物、防風林その他これらに類するものがある場合においては、その方向における速度圧は、前項の規定による数値の二分の一まで減らすことができる。
4 第一項の風力係数は、風洞試験によつて定める場合のほか、建築物又は工作物の断面及び平面の形状に応じて国土交通大臣が定める数値によらなければならない。